# Theristus ruffoi
Theristus ruffoi is een rondwormensoort uit de familie van de Xyalidae. De wetenschappelijke naam van de soort is voor het eerst geldig gepubliceerd in 1959 door Andrássy.